# Anna Vogel (Fotografin)
Anna Vogel (* 1981 in Herdecke) ist eine deutsche Fotografin.

## Werdegang
Vogel studierte an der Kunstakademie Düsseldorf, von 2002 bis 2006 bei Thomas Ruff und von 2008 bis 2010 bei Christopher Williams. Von 2010 bis 2012 war sie schließlich Meisterschülerin bei Andreas Gursky.
Ihre Arbeit ist durch einen experimentellen Umgang mit fotografischem Material bestimmt. Vogel verwendet eigene und im Internet gefundene Fotografien. An die Stelle der Wiedergabe von Wirklichkeit setzt sie Bildverfremdung mittels verschiedener Techniken ein, Collagieren, Kratzen und anderes mehr. Dadurch lenkt sie die Betrachtung weg vom Bildgegenstand und aktiviert die Phantasie des Publikums.
Vogel lebt und arbeitet in Düsseldorf und Tirol.

## Einzelausstellungen (Auswahl)
- 2010: Allem Höheren zugeneigt, Peng, Mainz
- 2013: Fensterbilder, KIT Kunst im Tunnel, Düsseldorf
- 2013: New Positions, Art Cologne, Galerie Conrads Düsseldorf, Köln
- 2014: Give back the kingdom, Sprüth Magers, Berlin
- 2014: Obsessed with the glory days, Bienal de Lanzarote, Femez, Lanzarote
- 2015: Anna Vogel, Kunstverein Recklinghausen
- 2017: Early birds, old souls, Kunstverein Hildesheim
- 2018: Civitas, Galerie Conrads, Düsseldorf
- 2019: Shift Enter Delete, Galerie Sperling, München
- 2019: Error codes, CCHA Hasselt, Belgien
- 2020: Electric Mountains, Galerie Conrads, Düsseldorf
- 2020: Anna Vogel + Marion Benoit, Achenbach Hagemeier, Berlin
- 2021: Departure tomorrow, Galerie Sperling, München
- 2021: Continents and Stories, Keteleer Gallery, Antwerpen[3]

## Gruppenausstellungen (Auswahl)
- 2011: Die Erfindung der Wirklichkeit, Akademie-Galerie, Düsseldorf[4]
- 2012: State of the Art – New Contemporary Photography, NRW-Forum, Düsseldorf[5]
- 2014: So hält uns auch im Banne fremdes Sein, Schmela-Haus, Kunstsammlung NRW, Düsseldorf (mit Louisa Clement)[6]
- 2014: dHCS-Stipendianten 2013/14, Sammlung Philara, Düsseldorf
- 2015: Die Idee der Landschaft, DZ Bank Kunstsammlung, Frankfurt am Main
- 2017: Collage I – Methode, Fotogalerie Wien, Verein zur Förderung künstlerischer Fotografie und neuer Medien, Wien
- 2018: Bernd, Hilla and the Others: Photography from Düsseldorf, Huis Marseille Museum voor Fotografie, Amsterdam
- 2019: Im Licht der Nacht – Vom Leben im Halbdunkel, Marta Herford, Herford
- 2019: Next Generations – Aktuelle Fotografie made im Rheinland, Museum Morsbroich, Leverkusen
- 2020: Subjekt und Objekt, Foto Rhein Ruhr, Kunsthalle Düsseldorf

## Stipendien und Preise
- 2012: Förderpreis für Bildende Kunst der Landeshauptstadt Düsseldorf[7]
- 2013/2015: dHCS-Stipendium des Kunstvereins für die Rheinlande und Westfalen Düsseldorf[8]
- 2018: Zonta Cologne Art Award (ZCAA)[9]
- 2020: Kunst am Bau-Wettbewerb: Gewinnerin der Ausschreibung für den Entwurf „frequencies“ im neuen U-Bahnhofs Flughafen-Terminal Düsseldorf[10]